# Герб Нижніх Сірогоз
Герб Нижніх Сірогоз — офіційний символ смт Нижні Сірогози Херсонської області, затверджений рішенням сесії селищної ради.

## Опис
У щиті, скошеному зліва червоним і зеленим, золота скіфська прикраса-бик. Щит вписаний в золотий декоративний картуш і увінчаний срібною міською короною.

## Символіка
Корона — символізує давню традицію населеного пункту, як адміністративного (волосного та районного) центру.
Жовтий (золотий Бик — відповідає назві Сірогози в перекладі з тюрської мови. Назву Огуз — Бик має і розташований поруч з населеним пунктом найбільший царський, скіфський курган. Зображення бика виконано в скіфському стилі.
Червоний колір символізує древню Скіфію та відображає землю старовинного кургану.